# Ментални узраст
Ментални узраст изражава ниво постигнутог менталног развоја у односу на календарски узраст. Може бити већи од календарског (надареност) или значајно мањи (ментална заосталост). Ментални развој се одређује на основу резултата тестова интелигенције, а најчешће Бине-Симоновом скалом.